# Gheorghe Vasiliu
Gheorghe Vasiliu (n. 1892 – d. 20 septembrie 1954, închisoarea Sighet ) a fost un general aviator român, care a luptat în cel de-al doilea război mondial; a fost ministru subsecretar de stat la Aviație (1944-1945). Gheorghe Vasiliu a decedat în detenție, la închisoarea Sighet.
17 august 1944 - Generalul Gheorghe Vasiliu era comandantul Corpului 3 Aerian Român.
gen. Gheorghe Vasiliu, comandantul Regiunii 1 Aeriene.
1944 - 1945 ministru subsecretar de stat la Aviație.
În perioada 1951 - 1954, Gheorghe Vasiliu a fost în stare de arest și a decedat la Sighet în această situație.

## Decorații
- Ordinul „Steaua României” în gradul de Ofițer (8 iunie 1940)[5]